# NGC 5963
NGC 5963 (również PGC 55419 lub UGC 9906) – galaktyka spiralna (Sc), znajdująca się w gwiazdozbiorze Smoka w odległości około 40 milionów lat świetlnych. Została odkryta 5 maja 1788 roku przez Williama Herschela.

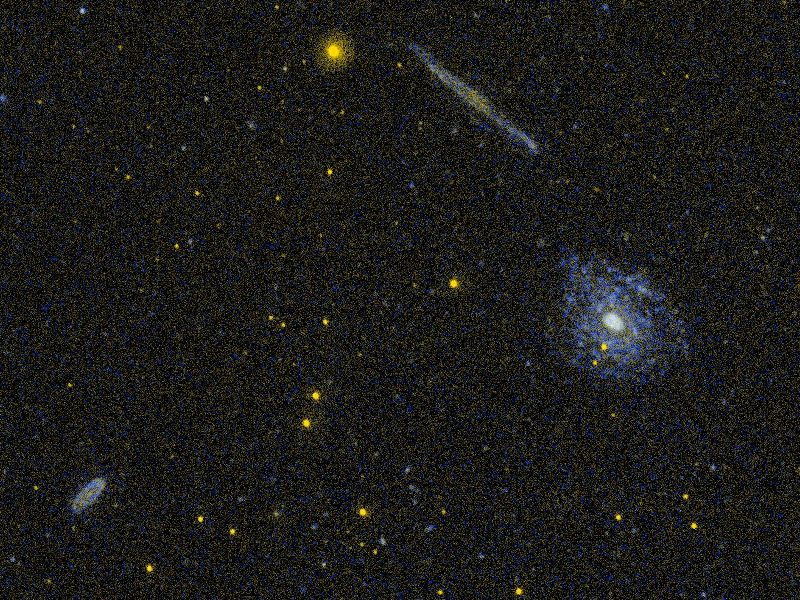
NGC 5963 (z prawej), NGC 5965 (góra) i NGC 5971 (w lewym dolnym rogu).
Zdjęcie w ultrafiolecie (GALEX).

Galaktyka NGC 5963 ma niezwykle słabo rozwinięte błękitne ramiona spiralne, przez co jest zaliczana do galaktyk o niskiej jasności powierzchniowej. Wizualnie znajduje się w pobliżu NGC 5965, lecz w rzeczywistości obie galaktyki dzieli duża odległość.